# Gregor Lederwasch III
Gregor Lederwasch III (* 15. November 1696 in Tamsweg; † 29. Oktober 1740 ebenda) war ein Maler der Malerfamilie Lederwasch, als deren Stammvater Gregor Lederwasch I gilt und die seit 1572 in Tamsweg lebte und wirkte.

## Leben
Lederwasch war ein Sohn von Gregor Lederwasch II († 7. Mai 1725) und dessen erster Ehefrau Dorothea (geborene Sakhin). Er hatte acht Geschwister, davon einen jüngeren Bruder Josef Lederwasch und sieben Halbgeschwister. Vier (Peter Paul, Franz, Susanna, Johann) aus der zweiten Ehe seines Vaters mit Maria (geborene Moser) und drei (Georg, Jakob, Maria) aus dessen dritter Ehe mit Susanna (geborene Pichler). Im Jahr 1725 heiratete er Anna Partornigg, die Tochter eines Lederermeisters aus Obervellach in Kärnten. Er fertigte mehrere Einfassungen für Altäre und arbeitete auch gemeinsam mit seinem Bruder Georg an der in den Jahren 1738 bis 1741 neu errichteten Pfarrkirche in Tamsweg. Er hinterließ acht minderjährige Kinder im Alter von 14 bis 2 Jahren.
- Anna Maria Lederwasch
- Gregor Lederwasch IV (1727–1792)
- Franz Lederwasch
- Katharina Lederwasch
- Elisabeth Lederwasch
- Michael Lederwasch
- Franz Xaver Lederwasch
- Barbara Lederwasch

## Werke (Auswahl)
- 1726/1727: Sechs Fastenbilder (Darstellungen aus der Leidensgeschichte Jesu) in der Wallfahrtskirche St. Leonhard ob Tamsweg
- 1730: Renovierung der Statue des Hl. Leonhard und Bild im Oberaltar der Wallfahrtskirche St. Leonhard ob Tamsweg
- 1731: Apostelkreuze in der Kirche St. Martin im Lungau
- 1737: Bild der zehn Mirakel des Hl. Leonhard in der Wallfahrtskirche St. Leonhard ob Tamsweg[4]